# 1471
Évszázadok: 14. század – 15. század – 16. század
Évtizedek: 1420-as évek – 1430-as évek – 1440-es évek – 1450-es évek – 1460-as évek – 1470-es évek – 1480-as évek – 1490-es évek – 1500-as évek – 1510-es évek – 1520-as évek
Évek: 1466 – 1467 – 1468 – 1469 –  1470 – 1471 – 1472 – 1473 – 1474 – 1475 – 1476

## Események

### Határozott dátumú események
- március 19. – Mátyás magyar király engedélyezi a szász városoknak, hogy Erdélyben bárhol aranyat moshassanak; egyúttal Erdély minden birtokosának meghagyja, hogy ne gátolják a jobbágyaik költözését a szász városokba.
- április 14. – 
  - A barneti csata. (Eduárd legyőzi a Lancasterek seregét, a sereg vezére Richard Neville, Warwick grófja is elesik a csatamezőn.)
  - Borso Este Ferrara hercege lesz.[1]
- május 4. – A tewkesburyi csata. (IV. Eduárd legyőzi az Anjou Margit és fia Eduárd walesi herceg vezette lancasteri sereget. A csatában a walesi herceg is elesik, ezzel kihal a Lancaster-ház.)
- május 20. – VI. Henrik angol királyt a londoni Towerben meggyilkolják, így IV. Eduárd lesz Anglia egyeduralkodója.
- május 28. – II. Ulászlót cseh királlyá választják.[2]
- augusztus 9. –  IV. Sixtus pápa megválasztása.[3]
- augusztus 20. – I. Ercole Este lesz Modena, Reggio és Ferrara hercege.[4]
- augusztus 22. – II. Ulászlót Prágában cseh királlyá koronázzák.[2]
- szeptember 6. – II. Ulászló hadat üzen Mátyásnak.[2]
- október 10. – A brunkebergi csata. (Sten Sture svéd régens földművesekkel és bányászokkal megerősített serege visszaveri I. Keresztély dán király támadását.)
- november 8. – IV. Kázmér lengyel király miután megszállta a Felvidék egy részét, Hatvanig hatol be az országba.[2]
- november 23. – Niccolò Tron velencei dózse megválasztása.[5]
- december 19. – Mátyás kibékül Vitéz Jánossal, Kázmér pedig kivonul az országból.[2]

### Határozatlan dátumú események
- január – Meghal Várdai István bíboros, kalocsai érsek, fő- és titkos kancellár.
- március – A yorki IV. Eduárd angol király visszaérkezik Angliába, hogy visszaszerezze a trónt.
- március 22. előtt – Halála előtt Podjebrád György cseh király a katolikus lengyel Jagellókat jelöli meg örökösökként.[6]
- augusztus – Felépül Szabács vára.[7]
- szeptember – Mátyás leveri a Vitéz János vezette felkelést.[2]
- az év folyamán –
  - Pedro Escobar és João Gomes portugál hajósok felfedezik São Tomé és Príncipe szigeteket.
  - Mátyás király új típusú aranyforintot veret.
  - Hunyadi Mátyás udvarába hívja a lipcsei egyetemen magiszteri címet nyert asztrológust, Janus Tolhoffot.
  - Galeotto Marziót Taddeo Ugoleto váltja fel a királyi könyvtárőri tisztségben.
  - G. H. mester Ernuszt János, Turóc vármegye főispánja számára megfesti a mosóci Szentháromság-oltárt.

## Születések
- február 15. – II. Piero de’ Medici, Firenze uralkodója († 1503)
- május 21. – Albrecht Dürer német festő, író és matematikus
- október 7. – I. Frigyes dán király († 1533)

## Halálozások
- március 22. – Podjebrád György cseh király (* 1420)
- április 14. – Richard Neville, Warwick grófja
- május 4. – Edward walesi herceg, VI. Henrik angol király és Anjou Margit nápolyi királyi hercegnő egyetlen gyermeke
- május 20. – VI. Henrik angol király (* 1421)
- július 26. – II. Pál pápa (* 1417)[8]
- augusztus 19. – Borso Este Modena, Reggio és Ferrara hercege (* 1413)